# Cattedrale dei Santi Pietro e Paolo (Paramaribo)
La cattedrale dei Santi Pietro e Paolo (olandese: Sint-Petrus-en-Pauluskathedraal) è la cattedrale cattolica di Paramaribo, Suriname. È la più grande struttura in legno nell'emisfero occidentale ed è sede della diocesi di Paramaribo. Sul sito sorgeva prima un teatro ebraico poi trasformato in chiesa nel 1826. Con il passare degli anni la chiesa divenne troppo piccola per il numero crescente di cattolici e quindi nel 1882 venne presa la decisione di costruire l'odierna cattedrale.

## Storia e descrizione

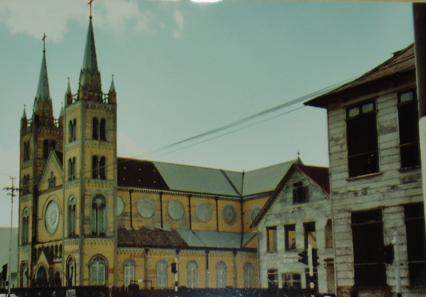

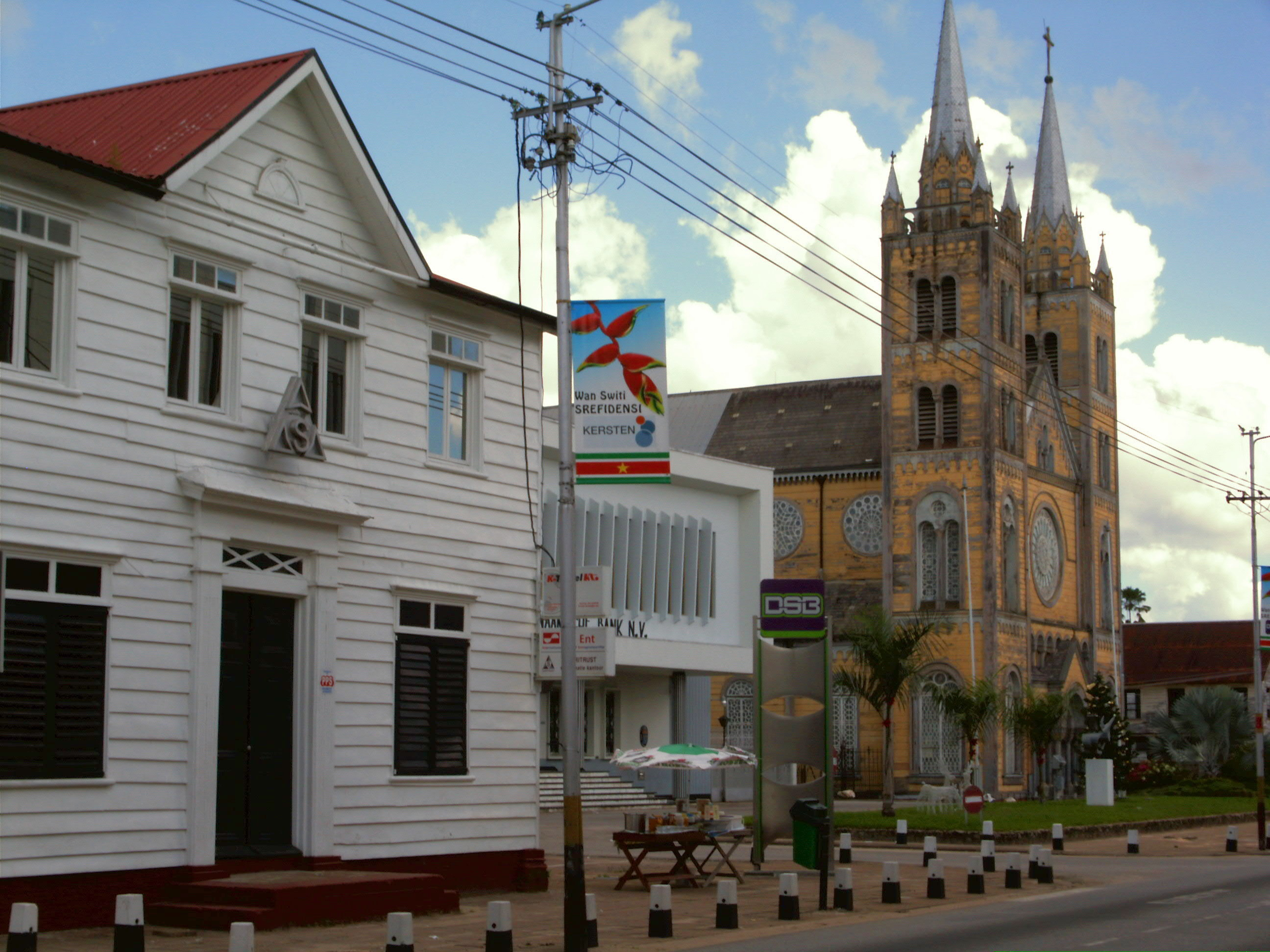
La cattedrale nel panorama cittadino

La costruzione della cattedrale iniziò il 30 gennaio 1883 su progetto del redentorista francese Franciskus Joseph Leonard Harmes (1835-1894), già autore di altre chiese a Coronie, Buitenrust e Batavia. Venne scelto il sito di un ex teatro ebraico "De Verrezene Phoenix" (La fenice risorta), risalente al 1809 e già trasformato in chiesa nel 1826. La cattedrale venne costruita intorno alla vecchia chiesa, che venne demolita poco prima della consacrazione del Duomo, avvenuta il 10 luglio 1885, nonostante la costruzione dell'edificio sia proseguita fino al 1887, mentre le guglie neogotiche di legno delle torri, alte circa 44 metri, siano state completate solo nel 1901.
Dopo un restauro mal riuscito nel 1977, l'edificio ha cominciato a cadere in rovina, incontrando problemi dovuti all'inclinazione ed alle termiti. Nell'ottobre del 1989 l'edificio è stato chiuso al culto ed eventi pubblici come concerti e solo nel 1995 ha avuto inizio un nuovo restauro. L'edificio è stato ampiamente restaurato e riportato alla piena fruibilità nel 2002. Con l'aiuto dei finanziamenti dell'Unione europea, il ripristino effettivo della cattedrale è iniziato nel 2007 e dopo 3 anni la chiesa è stata riaperta il 13 novembre 2010.

## Esterno
L'esterno della cattedrale si ispira alla chiesa redentorista a Roosendaal, nei Paesi Bassi, ed alla cattedrale di Boston, in particolare per quanto riguarda la facciata, ed è dipinto in giallo e grigio, in netto contrasto con il bianco degli altri edifici della città.

## Interno
In contrasto con l'esterno, l'interno è completamente dipinto e realizzato in legno di cedro del Suriname. Vi è un forte richiamo alle cattedrali d'Europa nei colonnati, archi e volte, capitelli scolpiti e nelle scelte ornamentali. Le sculture sono su disegno di Borret. Il rosone della facciata è chiaramente ispirato al rosone del transetto di Notre Dame a Parigi. Il grande organo sopra l'ingresso proviene da maestranze di Utrecht.

## Galleria d'immagini

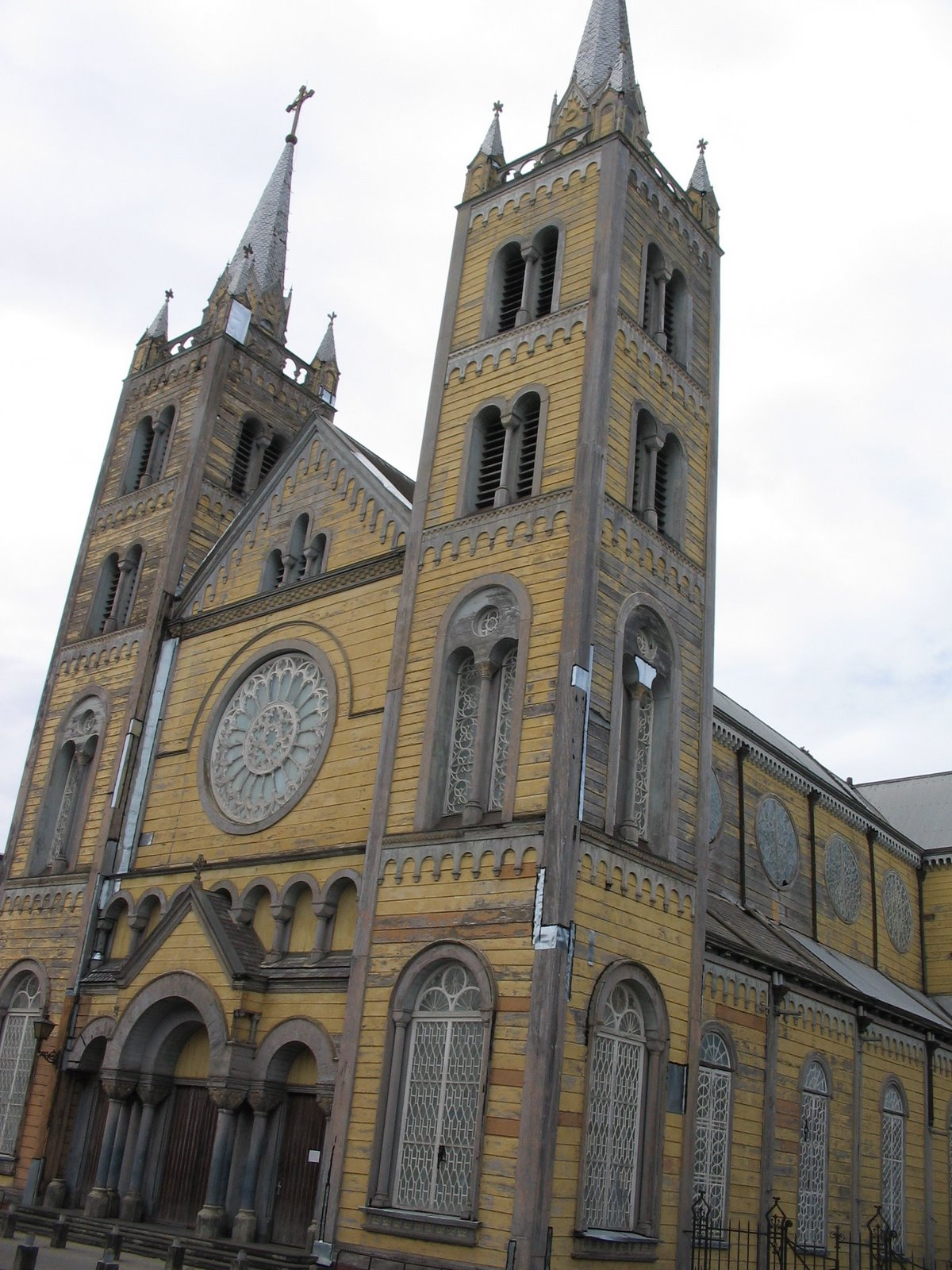
La cattedrale.
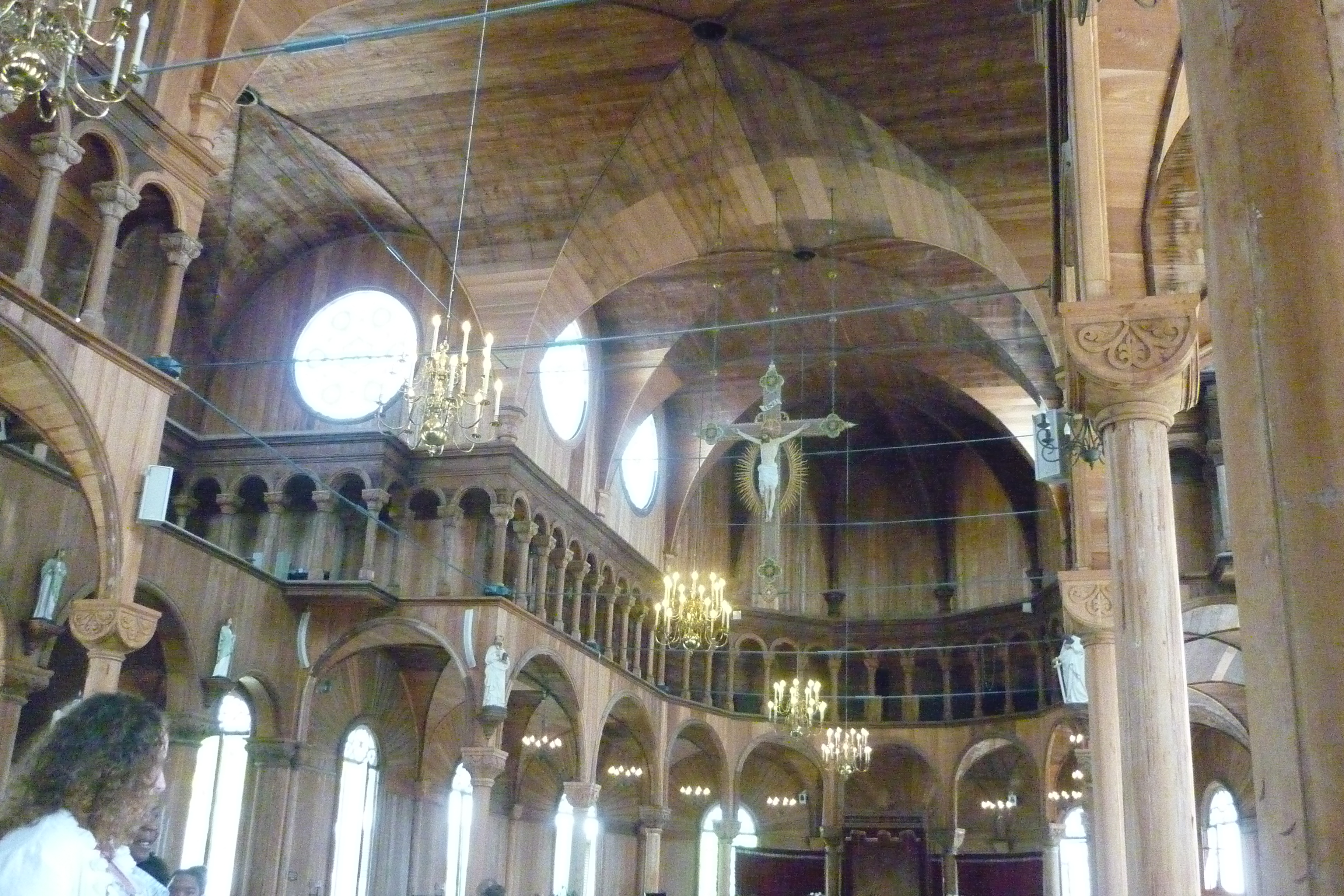
Interno ligneo.
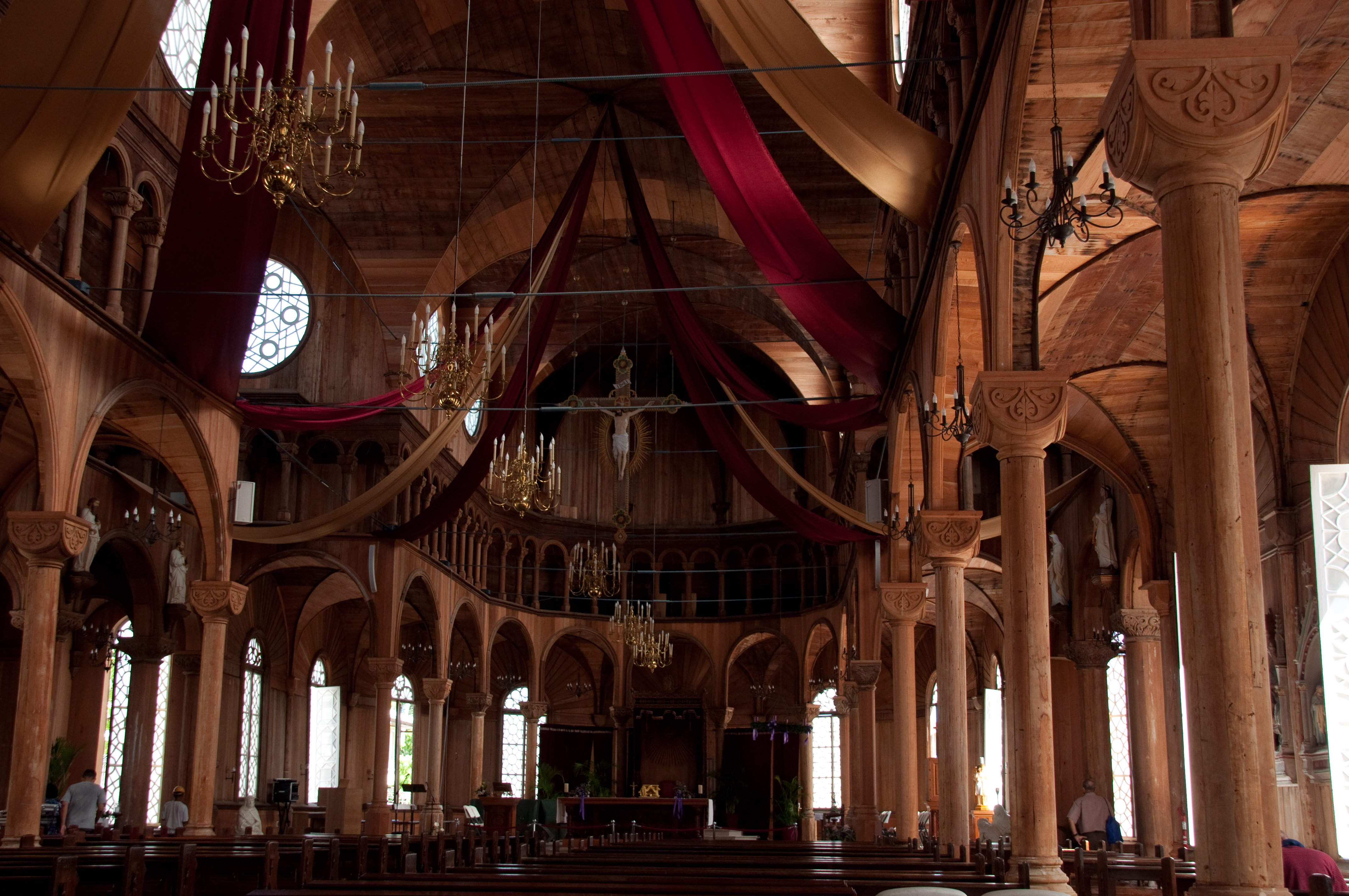
Interno ligneo.
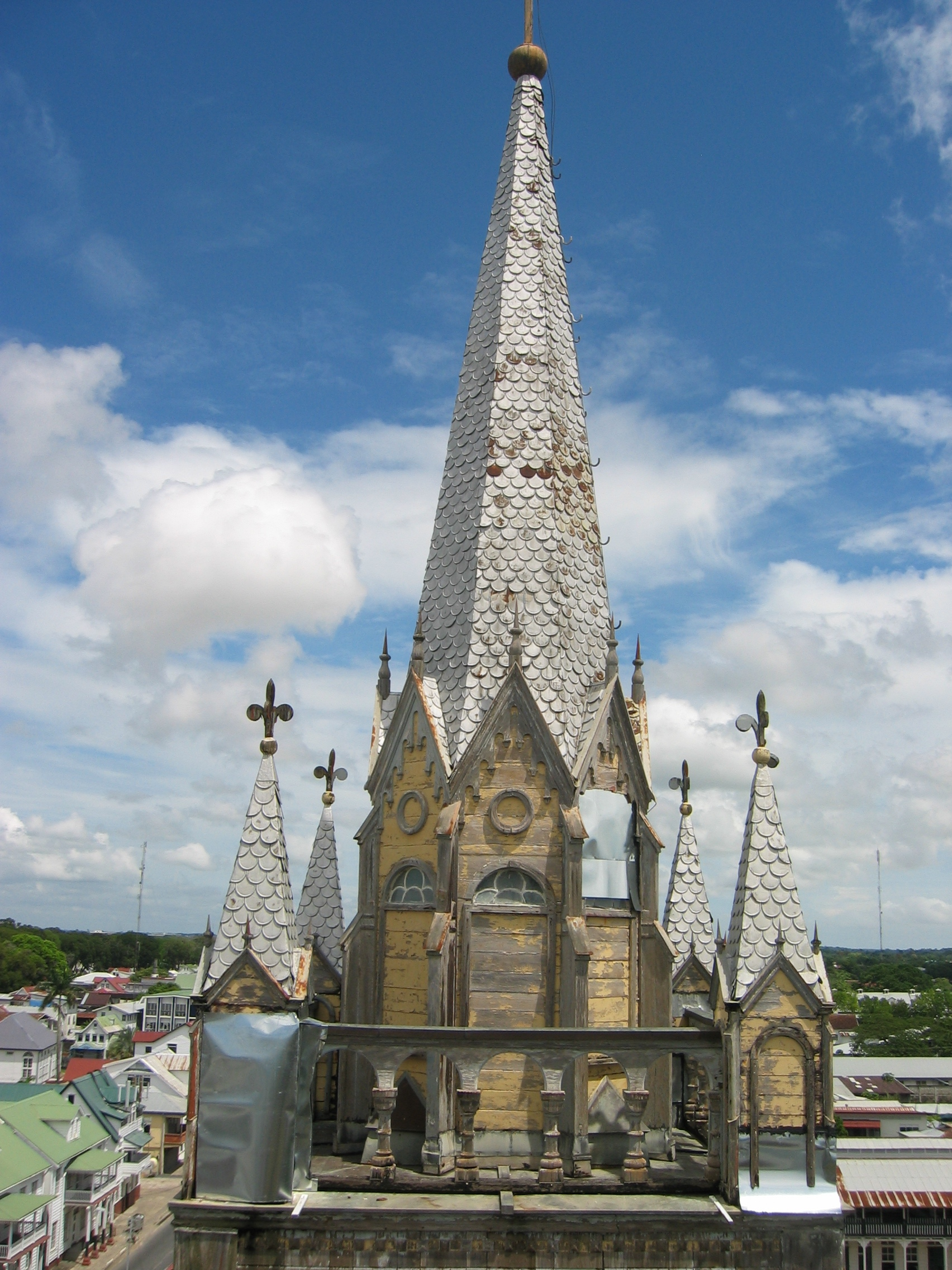
Particolare della torre.